# Тарсо-Вун
Тарсо-Вун — стратовулкан заввишки 3100 м на півночі Республіки Чад. Вулкан розташований на захід від центру гір Тібесті.
На вершині гори розташована відносно плоска кальдера розміром 14 на 18 км. Великі базальтові потоки лежать на північно-східній стороні в дузі 180 градусів і є результатом активізації в четвертинному періоді. По сусідству в північно-західному напрямку знаходиться Ехі-Мосгау, стратовулкан з такою ж висотою, 3100 м над рівнем моря. Відкладення пірокластичного матеріалу розташовані 15 — 35 км навколо кальдери. Гора утворилася на фундаменті докембрійських сланців.
Добре відоме родовище Собором-Солфатарік є найбільшим в горах Тібесті, воно розташоване приблизно за 5 км на захід від вершини. Діючі фумароли, грязьові котли та гарячі джерела відвідують жителі Тібесті з лікувальною метою.